# Scarface (DC Comics)
Scarface (Español: Caracortada) y El Ventrílocuo (Arnold Wesker, Peyton Riley, Shauna Bezler y Arthur Penn) es el nombre de varios supervillanos ficticios de DC Comics y enemigos de Batman. Su primera aparición fue en Detective Comics #583 (febrero de 1988). Es una marioneta manejada por un ventrílocuo esquizofrénico con un grave trastorno de personalidad múltiple. El Ventrílocuo es el nombre de varios supervillanos que aparecen en los cómics y otros medios publicados por DC Comics. Todas las versiones del Ventrílocuo son enemigos de Batman, pertenecientes al colectivo de adversarios que conforman la galería de villanos de Batman.
El personaje ha aparecido en varias adaptaciones de medios, como largometrajes, series de televisión y videojuegos. Andrew Sellon interpreta a un personaje llamado Arthur Penn en la serie de televisión Gotham. En la quinta temporada de Gothanm encuentra al muñeco Caracortada y se convierte en El Ventrílocuo.

## Historial de publicaciones
Actualmente hay tres encarnaciones del ventrílocuo: la primera y original encarnación, Arnold Wesker, apareció por primera vez en Detective Comics # 583 (febrero de 1988) y fue creada por John Wagner, Alan Grant y Norm Breyfogle; el segundo ventrílocuo, Peyton Riley, fue presentado en Detective Comics # 827 (marzo de 2007) por Paul Dini y Don Kramer; en septiembre de 2011, The New 52 reinició la continuidad de DC y, en esta nueva línea de tiempo, se presentó la tercera y última encarnación del personaje, Shauna Belzer, apareciendo por primera vez en Batgirl # 20 (julio de 2013), creado por Gail Simone y Fernando Pasarin.
El personaje es una marioneta manejada por un ventrílocuo esquizofrénico con un grave trastorno de personalidad múltiple. El Ventrílocuo es una persona callada que lleva a cabo sus planes mediante el muñeco Scarface quien tiene la personalidad de un gánster de los años 20, siempre de traje, con sombrero de tipo Fedora, con un habano en la boca y un Subfusil Thompson, el muñeco está inspirado en el conocido gánster de los años 20, Al Capone. Las dos personalidades se tratan como diferentes, llegando incluso a discutir entre ellas. Scarface humilla e insulta al Ventrílocuo y este le teme. Hay que destacar que Arnold únicamente es malvado cuando posee el muñeco, ya que es a través de él desde el que canaliza su doble personalidad. Cuando no tiene a Scarface, Wesker es un hombre callado y tímido, pusilánime incluso.

## Historia

### Arnold Wesker
Un hombre manso y tranquilo llamado Arnold Wesker (el primer ventrílocuo) planea y ejecuta sus crímenes a través de un muñeco llamado Scarface, con el vestido y la personalidad de un gánster de la década de 1920 (completo con traje a rayas, cigarro y una pistola Tommy). Su nombre proviene del apodo de Al Capone, de quien se modela Scarface.
Nacido en una poderosa familia del crimen organizado, Wesker desarrolla un trastorno de identidad disociativo después de ver a su madre asesinada por matones de una familia rival. Al crecer, su única salida es el ventriloquia.
Showcase '94 # 8-9 establece una historia de origen alternativo: después de una pelea de bar en la que mata a alguien durante una liberación violenta de su ira reprimida, Wesker es enviado a la Penitenciaría Blackgate. Se le presenta a "Woody", un muñeco tallado en los restos de la antigua horca de Blackgate por su compañero de celda Donnegan, quien lo convence de escapar y matar a Donnegan en una pelea que deja cicatrices al muñeco, lo que resulta en el nacimiento de Scarface.
Wesker deja que la personalidad de Scarface haga el trabajo sucio, incluido el robo y el asesinato. Está totalmente dominado por Scarface, quien le grita órdenes y lo degrada con abuso verbal (e incluso físico). Wesker es incapaz de enunciar la letra "B" en sus palabras mientras lanza su voz y las reemplaza con la letra "G" en su lugar (por ejemplo, Scarface a menudo llama a Batman y Robin, "Gatman" y "Rogin").
En la historia de 1995 Riddler en Riddler: The Riddle Factory, se revela que un gánster llamado "Scarface" Scarelli había estado activo en Gotham City, aunque aparentemente había muerto mucho antes de la era de Batman. Un aspecto sobrenatural de Scarface se insinuó en la historia de origen alternativo de Wesker en Showcase '94 # 8-9, cuando el compañero de celda de Wesker crea el primer muñeco de Scarface a partir de trozos de madera de los restos de la horca de la prisión de Blackgate. Batman / Scarface: Un psicodrama (2001) refuerza esto y muestra que el muñeco es indirectamente responsable de dos accidentes mientras estaba separado de Wesker (con al menos una muerte). El muñeco también conservó su impedimento del habla mientras lo operaba un niño y parecía incluso mostrar conocimiento de su nombre durante este período.
El Ventrílocuo es uno de los muchos villanos en la galería de villanos de Batman que será confinado en Arkham Asylum cuando Batman lo aprehende. Una serie de eventos particularmente memorables que le conciernen tuvo lugar durante la historia de Knightfall, después de que Bane destruyera Arkham y liberara a sus presos. Incapaz de encontrar a Scarface, el Ventrílocuo usa un títere de calcetín en su lugar por un corto tiempo (acertadamente llamado Socko). Después de un desafortunado equipo con su compañero fugitivo Amígdala, adquiere una serie de otros títeres de mano para reemplazar a Scarface, incluido uno de un oficial de policía al que se refiere como "Jefe O'Hara". Más tarde, cuando Wesker encuentra a Scarface, Scarface y Socko se enfrentan hasta que se produce un enfrentamiento, y los títeres se disparan entre sí, dejando a Wesker inconsciente y sangrando por dos manos heridas.
Durante los eventos del arco de la historia de Cataclysm, el estrés causado por el terremoto aparentemente desencadenó la liberación de otra personalidad dentro de Wesker en la forma del 'Quakemaster', quien afirmó haber causado el terremoto él mismo en un video y amenazó con desencadenar otro a menos que le pagaron $ 100 millones. Sin embargo, el sismólogo que Quakemaster había capturado para proporcionarle información, lo alimenta deliberadamente con datos científicos inexactos para proporcionar a los detectives que la buscan información sobre su ubicación. Robin posteriormente deduce la verdadera identidad de 'Quakemaster', debido a que sus discursos siempre hacen un gran esfuerzo para evitar decir palabras con la letra "B".
En un número, Wesker aparentemente es asesinado, y en un giro extraño, Scarface parece seguir hablando y actuando vivo antes de ser destruido. Esta muerte parece haber sido reprogramada en "Un año después" (presumiblemente debido a los eventos del crossover Crisis infinita). Wesker aparece como uno de los miembros de la Sociedad Secreta de Supervillanos que se enfrenta a Jade Canary, quien lanza a Scarface desde lo alto de un techo.
En Detective Comics # 818, un número que luego se incluyó en el libro de bolsillo comercial Batman: Face the Face, Wesker es asesinado por un asaltante invisible. Se pisa al muñeco Scarface y se le aplasta la cabeza. Wesker moribundo usa la mano de Scarface para dejar una pista sobre su asesinato: el nombre de una calle. Más adelante en la historia, se revela que Tally Man, que actúa como ejecutor del Gran Tiburón Blanco, es responsable del asesinato.
Durante el cruce de Blackest Night, Wesker se encuentra entre los muchos villanos fallecidos que reciben un anillo de poder negro y es reanimado en un Black Lantern. Usando su anillo de poder, Wesker crea una construcción de Scarface hecha de energía negra. Se le muestra asesinando a muchos agentes de policía.
En septiembre de 2011, The New 52 reinició la continuidad de DC. En esta nueva línea de tiempo, Arnold Wesker nunca fue asesinado. Aparece en Batman: The Dark Knight # 2. Implica que está en posesión del esteroide Venom, choca brevemente con Nightwing.
Durante The War of Jokes and Riddles, Wesker y Scarface son vistos como parte de la banda del Joker en su guerra de bandas contra la banda de Riddler. En Harley Quinn: Rebirth, después de encender al Pingüino, el Ventrílocuo y Scarface se unen con los pocos señores del crimen que quedan en Nueva York que lograron escapar de los pingüinos gigantes del Pingüino y ayudan a Harley Quinn a defenderse. Posteriormente, lo ponen a cargo de la mafia de Coney Island.

### Peyton Riley
Una nueva ventrílocuo, Peyton Riley, llamada "Sugar" por Scarface, pronto apareció en las páginas de Detective Comics. Batman respondió a una llamada de un escáner de la policía: los testigos dijeron que habían disparado a Catwoman. Llegó al cuerpo, que tenía una nota que decía "maniquí". Un contador empezó a los cuatro segundos; salió cuando el lugar explotó. Cuando volvió a su coche, había un muñeco haciéndose pasar por Robin. Le disparó con una garra y también explotó.
Batman hizo que la policía exhumara el cuerpo de Arnold Wesker, pero el ataúd estaba vacío. Bruce usa uno de sus disfraces, el pequeño Lefty Knox, para ver lo que decía el subterráneo. En una semana, escuchó que el ventrílocuo estaba regresando al Iceberg Lounge. "Lefty" asistió al gran espectáculo - cuando las cortinas se abrieron, el fallecido Wesker se sentó con Scarface en su regazo. Una hermosa rubia a quien Scarface llama "Sugar" derribó el cadáver, tomó el muñeco y continuó. Cuando fue interrogada por un miembro de la audiencia, ella le disparó. Scarface le dijo a la habitación que estaba trabajando en un plan para apoderarse de la ciudad, pero que primero tendría que eliminar a Batman de la ecuación. Llamó a Batman, sabiendo que estaría entre la audiencia. Bruce lanzó su voz e hizo que pareciera que uno de los otros criminales estaba confesando. Un batarang voló y apagó las luces, haciendo que Scarface abriera fuego. Batman se abalanzó y agarró a la mujer y al muñeco. Los separó y se dio cuenta de que el muñeco era una bomba, lo que lo obligó a deshacerse de él y permitió que la mujer escapara.
Sugar es un socio más compatible que Wesker, ya que Scarface ya no sustituye "B" por "G", y está mucho más dispuesta a cometer delitos violentos. Cuando casi capturada por Batman y Harley Quinn (que había estado cerca de Wesker después de que él intentó animarla cuando la enviaron inicialmente a Arkham mientras el Joker todavía andaba suelto), Sugar hace que Scarface diga: "Sálvate a ti mismo". A diferencia de Wesker, quien está horrorizado por cualquier daño a Scarface, Sugar manipula sus maniquíes para que exploten, usando esto para cubrir sus fugas. Ella tiene numerosos maniquíes idénticos en su escondite, cambiando fácilmente de un Scarface a otro según sea necesario.
Durante Gotham Underground # 2 (enero de 2008), el Espantapájaros les dice a Sugar y Scarface, junto con Lock-Up, Firefly y Polilla Asesina que el  Pingüino está trabajando para el Escuadrón Suicida. Lo atacan, pero terminan conociendo a un equipo de delincuentes que trabaja para Pingüino. Mientras intentan escapar, el Espantapájaros los lleva a un callejón sin salida. Tobias Whale dispara a Scarface, pero deja vivir a Sugar, aunque le informa a uno de los hombres que la escolta que va a ser "herida".
En Detective Comics # 843 (abril de 2008), Scarface secuestra a un gánster rival, Johnny Sabatino, y toma como rehén a Bruce Wayne. Mientras está sola, Sugar se separa de Scarface y habla con Bruce en lo que parece ser su personalidad "real". Ella revela que estuvo comprometida con el amigo de Wayne, Matthew Atkins, "hace años". Se revela que su verdadero nombre es Peyton Riley, y expresa remordimiento por sus crímenes antes de que reaparezca el personaje de Scarface e interrumpa su conversación.
En el siguiente número, Riley revela que su padre, un jefe de la mafia irlandesa llamado Sean Riley, quería casarla con Sabatino, formando una alianza permanente entre las pandillas irlandesas e italianas de Gotham. Atkins es golpeado brutalmente, dejándolo en cuidados intensivos. El alcoholismo de Sean empeora y Peyton se vio obligado a casarse con Sabatino. Esto no conduce a la esperada alianza de pandillas, ya que Sabatino demuestra ser un gánster inepto. Él y Peyton finalmente son llevados a ver a Scarface, ya que Sabatino lo había engañado en un trato de armas. Tanto Scarface como Wesker quedaron impresionados por la inteligencia de Peyton y le dieron a Sabatino una segunda oportunidad, llevándose el 30% de sus ganancias.
En Detective Comics # 850 (noviembre de 2008), ella y Tommy Elliot se unen por el resentimiento mutuo hacia sus familias y prometen que escaparán juntos cuando Elliot entre en su fortuna. Sin embargo, la madre enferma de Elliot no aprueba su relación, y cuando Tommy se niega a dejar de ver a Peyton, ella lo elimina de su testamento. Posteriormente, Peyton saca del camino al abogado de la familia que se marcha y lo mata (pidiendo un favor a algunos de los hombres de su padre para "cuidar los detalles"), mientras Elliot asesina a su madre. Peyton declara que finalmente pueden ser libres juntos, solo para ser abandonados por Elliot, quien luego la describe como una "niña dulce, pero demasiado necesitada".
Cuando el control de Scarface sobre la mafia comienza a desmoronarse, Sabatino, ahora un jefe del crimen por derecho propio, decide consolidar su propia posición eliminando a los Riley. Después de matar a su suegro, él personalmente le dispara a su esposa en la cabeza. Sin embargo, sobrevive y recupera la conciencia justo cuando el Tally Man está matando a Wesker cerca. Peyton encuentra el cuerpo de Wesker y se sorprende al escuchar a Scarface hablando con ella. Aunque sospecha que puede estar alucinando, se asocia con él cuando él expresa simpatía y le dice que la ayudará a vengarse.
Scarface y Peyton planean lanzar a Sabatino por el costado de su propio yate. Después de que Bruce es rescatado por Zatanna, asume el papel de Batman y procede a rescatar a Sabatino mientras Zatanna intenta hablar con Peyton, explicando que las muñecas y los títeres tienen una magia poderosa. Antes de que pueda tener algún efecto, un matón llamado Moose la golpea con un remo. Mientras Batman protege a Zatanna de Moose, Peyton hace otro intento de arrojar a Sabatino por el costado, pero se acerca demasiado y comienza a estrangularla con la cuerda alrededor de sus muñecas. Scarface dice en voz baja: "Salta, Sugar", y Peyton los envía a ambos por la borda. Antes de llegar al agua, Scarface dice "Adiós, chico. Me encantó..." Riley no ha vuelto a aparecer desde entonces y se presume que se ahogó con Sabatino.

### Shauna Belzer
En The New 52, un nuevo ventrílocuo debutó en las páginas de Batgirl. Shauna Belzer creció a la sombra de su hermano gemelo Ferdie, a quien sus padres trataban como favorito mientras la ignoraban; otros niños, mientras tanto, idolatraban a Ferdie mientras la intimidaban. Cuando Shauna se enteró de que podía mover cosas con la mente, usó sus nuevos poderes para asesinar a uno de sus torturadores. Más tarde usaría estos poderes para matar a su odiado hermano y hacer que pareciera un accidente. Shauna estaba tratando de encontrar su lugar en el mundo cuando conoció a Ferdie, el tonto. Lo vio en una fiesta de cumpleaños y mató al payaso que lo estaba usando. Shauna luego mataría a sus padres y comenzaría a hacer actos de ventrílocuo que generalmente terminaban con una audiencia muerta.
Shauna es una de las seis personas que son secuestradas por un hombre que se identifica como el ruiseñor y encerradas dentro de un contenedor de envío en el fondo del océano. Además de Shauna, los otros son Catman, Big Shot, Black Alice, Strix y Porcelain. Después de escapar, este grupo se conoce como los nuevos Seis Secretos. Mockingbird finalmente se revela como Riddler, que cree que uno de los seis le robó un diamante de valor incalculable, pero no sabe quién. Se revela que el ladrón es el muñeco ventrílocuo Ferdie, que había robado el diamante y lo había escondido dentro de su propio cuerpo de madera, su persona estaba tan separada de la de Shauna que ni siquiera se dio cuenta de que su muñeca era el ladrón. En el último número de la serie Secret Six, Shauna traiciona al equipo y abandona a Ferdie cuando él insiste en que permanezcan leales al grupo. Shauna está encarcelada en Arkham Asylum, donde ahora usa un títere de calcetín como su nuevo muñeco.

## Poderes y habilidades
El primer ventrílocuo no tiene poderes sobrehumanos y no es un buen combatiente cuerpo a cuerpo. Es un hábil ventrílocuo y su personaje de Scarface es un hábil estratega criminal. Sin embargo, no puede pronunciar ninguna palabra con una letra "B" con precisión sin mover los labios, lo que le da a Scarface un impedimento del habla en el que dice cada "B" en una palabra como una "G". Wesker generalmente lleva una pistola de algún tipo, mientras que Scarface lleva una pistola Tommy de marca registrada. Sin embargo, Wesker tiende a mostrar que él y Scarface tienen dos personalidades diferentes y él y Scarface a veces pueden discutir entre sí, lo que tiende a funcionar como una ventaja para Batman en varias ocasiones.
La segunda ventrílocuo es mucho más hábil en ventriloquia que su predecesora y es capaz de pronunciar todos los patrones de habla con más competencia cuando está en su personaje de Scarface. A diferencia del primero, la personalidad del segundo ventrílocuo no contradice la de Scarface y está mucho más dispuesta a cometer actos crueles, especialmente porque cree que ella y el muñeco están en una relación romántica. Procedente de una familia mafiosa de élite, también es una brillante mente criminal.
El tercer ventrílocuo es, posiblemente, un metahumano capaz de controlar a otros seres. Su mente psicótica a menudo los lleva a ganar su propia personalidad.

## Otras versiones

### Continuidad DCAU
En la continuidad - DCAU de los cómics, El precio del poder tiene su impedimento en el habla de la corriente principal de la versión Universo DC. Esto fue explicado por Scarface afirmando que, mientras estaba "en prisión" después de uno de los arrestos de Wesker, estuvo involucrado en una pelea en la que un compañero de prisión le arrancó los labios.

### Superman / Batman
En Superman/Batman, una fusión del Juguetero y el Ventrílocuo, llamado Ventrilomaker, aparece entre los mercenarios reclutados en la Hermandad de la Injusticia y, gracias a Terranado, que se había infiltrado dentro de los Justice Titans, pudieron atacar la Torre de la Justicia.

### Batman: Arkham Unhinged
En Batman: Arkham Unhinged, se ve a la encarnación de Arnold Wesker del Ventrílocuo y Scarface participando en el juicio de Dos Caras contra Joker como miembro del jurado, donde Wesker votó culpable debido a que Joker le quitó a Scarface por la fuerza.

### Batman/Teenage Mutant Ninja Turtles
En el crossover Batman / Teenage Mutant Ninja Turtles, el ventrílocuo de Arnold Wesker aparece mutado en un guacamayo por Shredder y el Clan del Pie para atacar a Batman y Robin. Batman es capturado, pero Robin logra escapar. Luego llegan las Tortugas Ninja y Splinter, donde Splinter derrota a los villanos mutados, mientras que Batman usa su nueva armadura Intimidator para derrotar a Shredder y las Tortugas derrotan a Ra's al Ghul. Más tarde, Gordon le dice a Batman que los científicos de la policía han logrado que todos los presos de Arkham, incluido Wesker, vuelvan a la normalidad y que actualmente se encuentran bajo la custodia de A.R.G.U.S..

### Flashpoint
En la línea de tiempo alternativa de Flashpoint, Arnold Wesker sigue siendo un criminal en Gotham City; Catwoman y Batman lo sometieron después de su asociación.

## En otros medios

### Televisión

#### Acción en vivo
- El ventrílocuo aparece en Gotham, interpretado por el ventrílocuo de la vida real Andrew Sellon. En la serie, el personaje es reinventado como el afable contable de Oswald Cobblepot, Arthur Penn, quien hizo su debut en la cuarta temporada. Antes de trabajar para Copplepot, Penn era un socio criminal del jefe de la mafia Carmine Falcone y su hija Sofia. En el episodio de la quinta temporada, "Penguin, Our Hero", durante el evento No Man's Land, es de suponer que es asesinado después de recibir un disparo de una pandilla callejera que se hace llamar Street Demonz. En el episodio "Nothing's Shocking", se revela que Penn está vivo cuando se acerca a Cobblepot y a su amigo Edward Nygma; Penn explica que se despertó en la morgue de GCPD y se dirigió a una tienda de magia abandonada donde encontró un muñeco ventrílocuo sin vender llamado Scarface, lo que provocó la creación de una personalidad dividida con Scarface como la personalidad dominante, tratando a Penn como "su" lacayo. Penn y Scarface amenazan con matar a Cobblepot para que Scarface pueda convertirse en el jefe de la mafia dominante en Gotham City. Cobblepot logra "matar" a Scarface volando su cabeza, lo que libera a Penn del control del muñeco. Momentos después, sin embargo, Nygma mata a Penn con el argumento de que ya no se puede confiar en él. Originalmente, el papel de Penn como ventrílocuo iba a ser eliminado de la temporada debido a que se redujo a 10 episodios. Pero después de Fox extendió la temporada hasta las 12, permitió al equipo creativo continuar con su plan original.[20]
- La encarnación de Arnold Wesker de Ventrílocuo hace un cameo en Titans, interpretado por un doble de riesgo desconocido. En el final de la primera temporada, titulado "Dick Grayson", el personaje epónimo se coloca en un mundo de sueños creado por Trigon, donde Batman se ha embarcado en una matanza, eliminando a sus mayores enemigos uno por uno; el Ventrílocuo está entre ellos, ya que su cadáver (así como su títere Scarface) se puede ver dentro de su celda en Arkham Asylum.[21]

#### Animación
- La encarnación de Arnold Wesker del ventrílocuo aparece en los proyectos del universo animado de DC, donde él y Scarface tienen la voz de George Dzundza. Tanto Rhino (con la voz de Earl Boen) como Mugsy (con la voz de Joe Piscopo en Batman: la serie animada, Townsend Coleman en Las nuevas aventuras de Batman) han aparecido junto al ventrílocuo en la serie animada.
  - El ventrílocuo y Scarface aparecen en Batman: la serie animada. En esta representación, es un maestro ventrílocuo y puede pronunciar cada sonido perfectamente como Scarface, una decisión por la que luchó Bruce Timm, a pesar de que DC Comics quería que Scarface sustituyera 'B' por 'G', como en los cómics.[22] En su primera aparición "Read My Lips", Batman investiga una serie de robos y descubre que los crímenes son planeados por un jefe de la mafia conocido como "Scarface" que ha estado teniendo a sus secuaces Rhino, Mugsy y su nuevo recluta Ratso. (expresado por Neil Ross) cometerlos. Sigue a Scarface hasta su guarida en un almacén de maniquíes abandonado y descubre que el zar del crimen es un muñeco de madera, manipulado por un hombre de modales apacibles llamado "el ventrílocuo". A medida que avanza, se da cuenta de que Arnold Wesker (el ventrílocuo) tiene una personalidad dividida y es el muñeco quien manipula a Wesker. Scarface y su pandilla capturan a Batman al descubrir el error que puso en la corbata del ventrílocuo y organizan un atraco falso para atrapar a Batman. Scarface ata y cuelga a Batman y lo hace caer en un pozo lleno de manos de maniquí con uñas afiladas apuntando hacia arriba mientras destruye el insecto. Batman incluso admitió que permitió que Wesker lo dejara acercarse a Scarface. En este punto, al fingir y proyectar la voz del ventrílocuo, Batman interpreta a las dos personalidades de Wesker, poniéndolos a luchar entre sí. Esto llega al punto en el que Scarface ordena que le disparen a Wesker, una orden que nadie lleva a cabo, por lo que Scarface intenta dispararle a Wesker hasta que Batman le corta la mano con un batarang. Mientras el dúo discute, Batman logra liberarse a salvo y eliminar a la pandilla. Durante la pelea, el secuaz de Scarface, Mugsy, dispara a Batman, pero accidentalmente destruye a Scarface. Al final del episodio, Wesker se muestra en uno de los talleres de Arkham Asylum trabajando en un proyecto. Después de que una enfermera lo felicita por su recuperación, lo da vuelta y revela una nueva cabeza falsa. Toma un cuchillo y hace una cicatriz en la cara similar a la del Scarface original, mientras Wesker está reconstruyendo Scarface. En el comentario del DVD de "Read My Lips", Timm declaró que Fox KidsLos censores permitieron la destrucción recurrente de Scarface porque no era un personaje "vivo", lo que permitió al personal de producción dar rienda suelta a sus impulsos más oscuros al encontrar una forma más espantosa de destruir al muñeco cada vez, lo que culminó en molerlo hasta convertirlo en aserrín en la ventilación de un edificio fanes en un episodio posterior. En el episodio "Juicio", el ventrílocuo y Scarface actúan como alguaciles en el juicio de Batman después de que los presos en Arkham Asylum toman el control. Cuando intentan evitar que Batman escape del manicomio, Scarface es decapitado accidentalmente por la guadaña de El Espantapájaros. En el episodio "Pasarela", el ventrílocuo y Scarface contratan a Catwoman para llevar a cabo un robo para ellos, aunque resulta ser una artimaña para Scarface para robar algunos animales de peluche valiosos y dejar que Catwoman cargue con la culpa. Enojada, Catwoman destruye a Scarface arrojándolo sobre una cinta transportadora y arrojando una pila de troncos sobre él, aplastándolo y quemando los restos. Ella casi mata al ventrílocuo también para asegurarse de que Scarface nunca regrese, pero Batman la detiene en el último momento.
  - El ventrílocuo y Scarface aparecen en Las nuevas aventuras de Batman. En el episodio "Double Talk", Arkham considera que Wesker está cuerdo y lo libera en la comunidad. Ahora libre de su otra personalidad dominante, Wesker es apoyado por Bruce Wayne, quien le da un trabajo en Wayne Enterprises y lo vigila como Batman. Después de un tiempo, Wesker comienza a escuchar la voz de Scarface ordenando a su "maniquí" de nuevo e incluso a la parte donde Rhino y Mugsy intentan llevarlo de vuelta al lado de Scarface. Además, Rhino y Mugsy reclutan al estafador enano Hips McManus (con la voz de Billy Barty) para hacerse pasar por una versión viva de Scarface. Wesker recae cuando encuentra a Scarface plantado en su apartamento, lo que resulta en una confrontación con Batman y Batgirl en lo alto del edificio de Wayne Enterprises que lleva a Wesker sosteniendo a Batman a punta de pistola, con Scarface empujando a Wesker a dispararle a Batman. Cuando Batman le pide que tome el control, Wesker enciende a Scarface y le dispara repetidamente, lo que hace que caiga sobre un ventilador, lo destruya y finalmente se libere.
  - En Batman del futuro, se ve un muñeco de Scarface en exhibición en la Baticueva en los episodios "Rebirth", "Out of the Past" y "Blackout".
  - En Liga de la justicia, el personaje hace dos cameos. En la segunda parte del episodio "Un mundo mejor", una versión de dimensión alternativa del Ventrílocuo y Scarface se encuentra entre los varios pacientes lobotomizados cortesía del Superman de los Amos de la Justicia, una Liga de la Justicia que toma medidas extremas para garantizar la paz y no está sujeta a una política de "no matar" (la frente del ventrílocuo no está marcada, mientras que Scarface tiene intrigantemente las dos cicatrices de quemaduras, lo que indica que el tratamiento aparentemente tuvo el mismo efecto psicológico, lo que significa que él era el "cerebro", pero todavía usaba a Wesker como recipiente). En la tercera parte del episodio "Starcrossed", otro muñeco de Scarface está en otra vitrina de vidrio en la Batcueva.
- La encarnación de Arnold Wesker del ventrílocuo aparece en The Batman, donde él y Scarface son interpretados por Dan Castellaneta. En la serie, Wesker es un ventrílocuo que estalló cuando lo abuchearon fuera del escenario una noche y se convirtió en una vida delictiva con su primera travesura exitosa siendo el robo de todas y cada una de las personas de la audiencia que lo habían abucheado. El disfraz de Scarface se actualiza a uno que recuerda al que usa Al Pacino en Scarface. En su episodio debut "The Big Dummy", Wesker organiza el robo de varios artilugios, que se utilizan para construir un robot Scarface gigante que sostiene a Wesker en su mano en una inversión de sus roles. Sin embargo, Scarface todavía necesita que Wesker se mueva y hable, ya que es un "tonto" de gran tamaño. Al final, Scarface es destruido cuando un tren lo atropella. Wesker luego es llevado al Arkham Asylum. En el episodio "Fistful of Felt", Wesker regresa con un Scarface reconstruido. Luego se revela que Wesker tuvo una vez un programa de televisión llamado Cockamanee Junction, que fue cancelado. Después de que Batman les impide robar moldes de dólares de una tesorería, Wesker y Scarface se ven en Arkham durante el grupo de terapia de Hugo Strange con el Joker y el Pingüino. Strange considera a Wesker su principal paciente y "libera" a Wesker de Scarface simplemente quitando el títere y prohibiéndole el acceso. Wesker parece recuperarse y comienza a hacer fiestas infantiles con un títere llamado Mr. Snoots, hasta que Strange comienza la siguiente fase de su plan. Coloca a Scarface en el apartamento de Wesker, tal vez para ver si Wesker está completamente curado y es capaz de hacer frente a las dominantes demandas de Scarface. Al ver la marioneta, la voz de Scarface comienza a hablar desde el muñeco. En un enfrentamiento con Batman en un edificio recién inaugurado para niños, el títere de Mr. Snoots se enfrenta a Scarface. Scarface y Mr. Snoots comienzan a pelear y ambos son nuevamente destruidos por un tren. Wesker luego es devuelto a Arkham. En "Rumors", Wesker y Scarface están entre los villanos capturados por Rumor y han sido colocados en celdas separadas. Wesker y Scarface hacen su última aparición en la serie en el episodio de la quinta temporada "El Fin de Batman", con la ayuda de Wrath y Scorn.

### Película
- La encarnación de Arnold Wesker de Ventrílocuo hace un cameo en The Batman vs. Dracula, como uno de los presos de Arkham Asylum jugando al bingo.
- La encarnación de Arnold Wesker del ventrílocuo se planeó originalmente para aparecer en The Lego Batman Movie, según algunos conceptos artísticos.[23]
- La encarnación de Arnold Wesker de Ventrílocuo aparece en Scooby-Doo! & Batman: The Brave and the Bold como uno de los presos del Arkham Asylum durante el motín provocado por Crimson Cloak.

### Videojuegos

#### Serie Lego
- La encarnación de Arnold Wesker de Ventrílocuo aparece en el minijuego "Villain Hunt" en la versión para Nintendo DS de Lego Batman: el videojuego.
- La encarnación de Arnold Wesker de Ventrílocuo aparece como un personaje jugable en Lego DC Super-Villains, con la voz de Dave B. Mitchell.[24]

#### Batman: Arkham
- Si bien la encarnación de Arnold Wesker de Ventrílocuo no se representa en Batman: Arkham Asylum, se hace referencia a él en numerosas ocasiones y Scarface incluso tiene un cameo. Durante la secuencia de apertura del juego, se puede escuchar al administrador del asilo Quincy Sharp afirmando que Wesker se encuentra entre los que han sido rehabilitados por su institución. Más tarde, Scarface se puede vislumbrar en exhibición en la oficina desordenada de Sharp. Poco después, un alucinante Batman, que ha sido drogado por el Espantapájaros, ve a Scarface aparentemente autosuficiente dando un discurso absurdo dándole la bienvenida a la locura. En las etapas finales de la historia, el Joker aparece usando Scarface para entretenerse. Posteriormente, descarta a este último con disgusto después de un diálogo simulado que indica que Scarface volverá con el ventrílocuo. Los jugadores observadores han notado que la metralleta Thompson de Scarface se puede encontrar montada en una pared en uno de los muchos bloques de celdas de Arkham. Una inspección más cercana desbloqueará automáticamente la biografía del ventrílocuo y el informe del paciente. También es uno de los villanos que figura en la lista del grupo.
- En Batman: Arkham City, la información de fondo del juego ha confirmado la carrera de Peyton Riley como el segundo ventrílocuo, aunque, a diferencia de su contraparte del cómic, tomó posesión de Scarface mientras Arnold Wesker aún vivía. Wesker, mientras tanto, sigue prófugo en Gotham City; escuchar el escáner de la policía de Batman revelará que ha tomado un rehén en un tiroteo con la policía. Como en Arkham City 'En la precuela, el Joker de alguna manera se las ha arreglado para conseguir el títere y ha obligado a sus secuaces a crear numerosas copias para poder destruir cada una después de divertirse. Un Scarface en particular incluso fue incautado por el Pingüino, y se puede ver encerrado dentro de una vitrina en su cuartel general, y bailará si interactúa con él. La aparición final de una muñeca Scarface está en el DLC Harley Quinn's Revenge. Esta marioneta de Scarface se encontró en Steel Mill, donde se ha colocado una cuna con la muñeca dentro pintada con el mismo esquema que el Joker.
- En Batman: Arkham Knight, la pistola Tommy de Peyton Riley está almacenada en la sala de pruebas del Departamento de Policía de Gotham City. Si se interactúa con la pantalla, Aaron Cash expresa su confusión sobre la relación entre Scarface y el Ventrílocuo preguntando si en realidad es el arma del títere en lugar de la de Riley. Se desconoce el estado de Riley y Wesker. Además, la marioneta Scarface utilizada por Joker también está en exhibición.

#### Otros juegos
- La encarnación de Arnold Wesker de Ventrílocuo aparece como un jefe en el juego Batman: Dark Tomorrow. Se lo ve participando en una guerra de pandillas con Máscara Negra usando armas que Ra's al Ghul ha suministrado de manera encubierta a ambos lados para distraer a Batman durante su último plan. Después de derrotar al ventrílocuo, Batman decapita a Scarface y pega la cabeza a una pared con un gancho de cuerda, aunque se muestra que todavía está animado y se burla del Caballero Oscuro, hasta que Batman lo amordaza con un pez vivo para callarlo.
- La encarnación de Arnold Wesker del Ventrílocuo aparece en Batman: The Telltale Series, con la voz de Larry Brisbowitz. Esta versión del personaje usa un títere de calcetín llamado Socko (también expresado por Larry Brisbowitz) para expresar su personalidad dividida ya que no tiene acceso a Scarface, similar a la representación del personaje en la historia de Knightfall. En el cuarto episodio "Guardian of Gotham", Wesker es uno de los internos de Arkham Asylum y Bruce, encarcelado, tiene la oportunidad de preguntarle sobre "John Doe".